# Thế vận hội Trẻ Mùa hè 2018
Thế vận hội Trẻ Mùa hè 2018 (tiếng Tây Ban Nha: Juegos Olímpicos de la Juventud de 2018), tên gọi chính thức là Thế vận hội Trẻ Mùa hè lần thứ III, và thường được biết là Buenos Aires 2018, là một sự kiện thể thao quốc tế, văn hóa, và giáo dục được tổ chức ở Buenos Aires, Argentina từ ngày 6 đến ngày 18 tháng 10 năm 2018. Đây là kỳ Thế vận hội Trẻ Mùa hè đầu tiên diễn ra ngoài châu Á (cũng là lần đầu tiên tổ chức ở Nam và Tây bán cầu), và là kỳ Thế vận hội Trẻ Mùa hè hoặc Mùa đông đầu tiên tổ chức ngoài Lục địa Á-Âu. Đây là lần đầu tiên Thế vận hội tổ chức ở Nam Mỹ sau Thế vận hội Mùa hè 2016 ở Rio de Janeiro, Brasil.

## Bảng tổng sắp huy chương
| Hạng                | NOC                 | Vàng | Bạc | Đồng | Tổng số |
| ------------------- | ------------------- | ---- | --- | ---- | ------- |
| 1                   | Nga                 | 29   | 18  | 12   | 59      |
| 2                   | Trung Quốc          | 18   | 9   | 9    | 36      |
| 3                   | Nhật Bản            | 15   | 12  | 12   | 39      |
| –                   | Các NOC kết hợp     | 13   | 13  | 13   | 39      |
| 4                   | Hungary             | 12   | 7   | 5    | 24      |
| 5                   | Ý                   | 11   | 10  | 13   | 34      |
| 6                   | Argentina           | 11   | 6   | 9    | 26      |
| 7                   | Iran                | 7    | 3   | 4    | 14      |
| 8                   | Hoa Kỳ              | 6    | 5   | 7    | 18      |
| 9                   | Pháp                | 5    | 15  | 7    | 27      |
| 10                  | Ukraina             | 5    | 7   | 6    | 18      |
| 11–93               | Các nước còn lại    | 109  | 136 | 166  | 411     |
| Tổng số (93 đơn vị) | Tổng số (93 đơn vị) | 241  | 241 | 263  | 745     |